# Wilhelmina Holladay
Wilhelmina Cole Holladay (Elmira, 10 de octubre de 1922-Washington D. C., 6 de marzo de 2021) fue una  coleccionista y mecenas de arte estadounidense. Cofundadora del Museo Nacional de la Mujer en las Artes. Recibió la Medalla Nacional de las Artes en 2006.

## Biografía
Holladay, conocida como "Billie", nació en Elmira, Nueva York, el 10 de octubre de 1922. Su padre, Chauncey Cole, trabajaba como empresario y su madre, Claire Elisabeth, de soltera Strong, era ama de casa.  Estaba muy unida a su abuela materna,  a quien atribuye haberle inculcado la percepción de la belleza.  Holladay se graduó en historia del arte de Elmira College en 1944. Posteriormente continuó sus estudios de arte en la Universidad de Cornell y en la Universidad de París, de 1953 a 1954.
Durante la Segunda Guerra Mundial, Holladay trabajó para la Fuerza Aérea de los Estados Unidos y la embajada de China. En este último cargo, trabajó como secretaria social de Soong Mei-ling, la esposa de Chiang Kai-shek. Conoció a Wallace Holladay cuando era oficial naval en Washington y más tarde se casó con él.

## Trayectoria

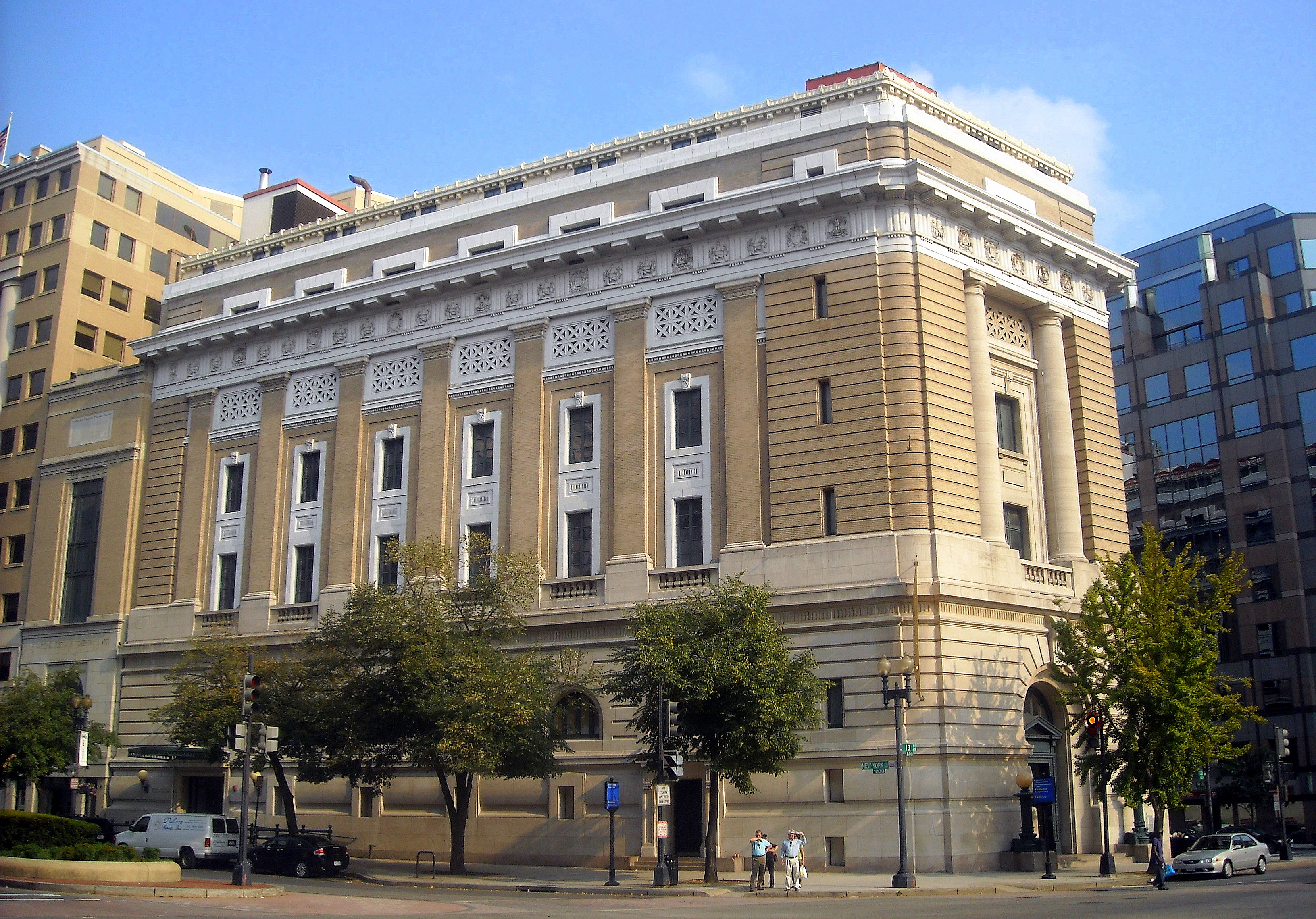
Holladay y su esposo fundaron el Museo Nacional de Mujeres en las Artes

Los Holladay comenzaron a coleccionar arte a partir de 1959. En un viaje a Europa durante la década de 1970, contemplaron admirados pinturas de Clara Peeters en el Kunsthistorisches Museum de Viena y en el Museo del Prado de Madrid. Al mismo tiempo se sintieron consternados al descubrir que ni Peeters ni ninguna otra artista se mencionaba en los principales textos de arte de la época. A partir de ese momento, comenzaron a interesarse en la adquisición de obras significativas de mujeres artistas como Élisabeth-Louise Vigée Le Brun, Artemisia Gentileschi y Angelica Kauffman y acabaron con una colección de 500 obras de 150 artistas entre pintoras y escultoras. 

### El Museo Nacional de la Mujer en las Artes
En 1981, con la donación de su colección, los Holladay fundaron el Museo Nacional de Mujeres en las Artes. Durante los primeros años, la colección se alojó en la casa de los Holladay. Wilhelmina Holladay había consultado con la historiadora del arte Ann Sutherland Harris sobre la ubicación permanente de su colección privada, y Harris le sugirió que fundara un museo dedicado al arte de las mujeres. En 1987, tras la adquisición de un antiguo templo masónico, el museo se instaló de forma permanente en Washington, D. C. Además de albergar la colección, el museo realiza exposiciones itinerantes y espectáculos, mantiene una biblioteca y un centro de investigación, publica catálogos de exposiciones y ofrece una programación educativa.

## Vida personal
Holladay se casó con Wallace F. Holladay en 1945. Juntos tuvieron dos hijos: Wallace “Hap” Jr. y Scott Cole, quien falleció antes que su madre.
Holladay murió el 6 de marzo de 2021 en su casa en Washington D.C., a la edad de 98 años.

## Premios y reconocimientos
En 1996 Holladay fue incluida en el National Women's Hall of Fame. Cinco años más tarde se le otorgó el premio Women's Caucus for Art Lifetime Achievement Award y el premio Visionary Woman Award de Moore College of Art & Design en 2005. Al año siguiente fue galardonada con la Medalla Nacional de las Artes, y el premio Foremother del National Center for Health Research. Recibió la Legión de Honor del gobierno francés y la Royal Norwegian Order of Merit.